# جاده ئی۷۷ اروپا

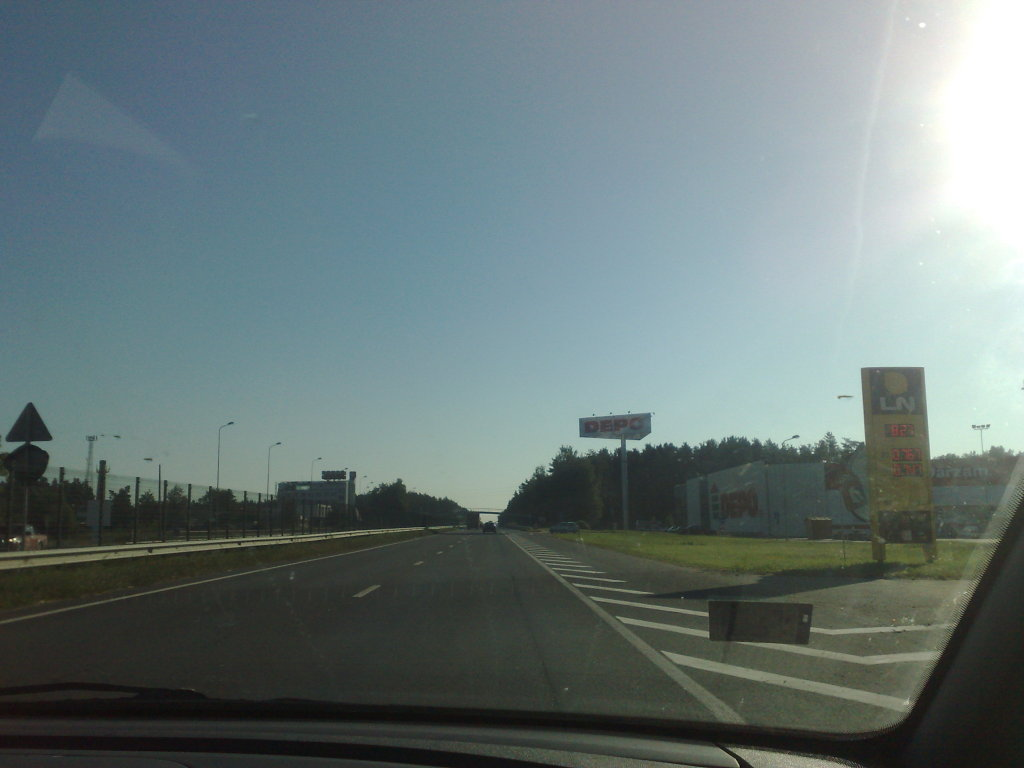
جاده ئی۷۷ اروپا در لتونی

جاده ئی۷۷ اروپا (به انگلیسی: European route E77) یکی از جاده‌های اصلی قاره اروپا است.
این جاده که از شهر پسکوف (روسیه) شروع شده، در شهر بوداپست (مجارستان) به پایان می‌رسد و ۱۰۱۸ کیلومتر مسافت دارد.